# Teorema de Maharam
En matemáticas, el teorema de Maharam es un resultado profundo sobre la descomponibilidad de los espacios de medida, que juega un papel importante en la teoría de los espacios de Banach. En resumen, afirma que todo espacio de medida completo es descomponible en "partes no atómicas" (copias de productos del intervalo unitario [0,1] sobre los reales) y "partes puramente atómicas", utilizando la medida de conteo en algún espacio discreto. El teorema se debe a Dorothy Maharam. Fue ampliado a espacios de medida localizables por Irving Segal.
El resultado es importante para la teoría clásica del espacio de Banach, ya que, al considerar el espacio de Banach dado como un espacio L p de funciones mensurables sobre un espacio general mensurable, es suficiente entenderlo en términos de su descomposición en átomos y no atómicos partes.
El teorema de Maharam también puede traducirse al lenguaje de las álgebras abelianas de von Neumann. Cada álgebra abeliana de von Neumann es isomorfa a un producto de álgebras abelianas de von Neumann σ-finitas, y cada álgebra abeliana de von Neumann σ-finita es isomorfa a un producto tensorial espacial de álgebras abelianas de von Neumann discretas; es decir, álgebras de funciones acotadas en un conjunto discreto.
Kazimierz Kuratowski dio un teorema similar para los espacios polacos, afirmando que son isomorfos, como los espacios de Borel, ya sea a los reales, a los números enteros o a un conjunto finito.